# Râul Adrian
Râul Adrian este un afluent al Râului Racșa din România. 